# Dak Nong (provincie)
Dak Nong (vietnamsky Đắk Nông) je provincie na jihu Vietnamu. Žije zde přes 560 tisíc obyvatel, hlavním městem je Gia Nghia. Pěstuje se zde hlavně kakao, kaučuk a pepř.

## Geografie
Sousedí s provinciemi Dak Lak, Lam Dong a Binh Phuoc. Na severozápadě sousedí s Kambodžou. Terén je mírně hornatý.